# Aspiració (fonètica)
A la fonètica, l'aspiració és un dels fenòmens fonètics que afecten el mode d'articulació de les consonants oclusives. Es tracta d'un retard de les cordes vocals (després de l'emissió de la consonant sorda) que es tanca per emetre la vocal.
S'anota mitjançant el signe diacrític ʰ en l'alfabet fonètic internacional, és a dir a la taula de modificadors de consonants de l'AFI. De vegades acompanya una consonant sonora i s'anota amb el signe ʱ (P.ex : [dʱ]). La diferència entre una consonant i la seva corresponent aspirada pot ser al nivell de fonema o d'al·lòfon depenent de la llengua de què es tracti. A l'anglès, les consonants aspirades són al·lòfons a la distribució complementària amb les seves contraparts no aspirades, però algunes altres llengües, especialment la major part de llengües de l'Índia i de l'est asiàtic, la diferència és contrastiva.
Per sentir o veure la diferència entre sons aspirats i no aspirats, es pot posar una mà o una vela endavant de la pròpia boca, i dir pi [pʰi] i després vi [bi]. S'hauria de sentir o bé un buf d'aire o un parpelleig de la flama de la vela amb pi que no s'obté amb "bi". Al català la consonant inicial és aspirada a pi i no aspirada a vi.

## Transcripció
A l'Alfabet Fonètic Internacional (AFI), les consonants aspirades s'escriuen usant els símbols per a consonants sordes seguits per la lletra modificadora d'aspiració ◌ʰ, una forma de superíndex del símbol per a la fricativa glotal sorda h. Per exemple p representa l'oclusiva bilabial sorda, i pʰ representa l'oclusiva bilabial aspirada.
Les consonants sonores són molt rarament aspirades. Els símbols per a les consonants sonores seguits per ◌ʰ, tal com bʰ, en general representen consonants amb alliberament de sonoritat aspirada (vegeu més a baix). A la tradició gramatical del sànscrit, les consonants aspirades s'anomenen aspirades sordes, i les consonants amb sonoritat aspirada s'anomenen aspirades sonores.
No hi ha símbols AFI dedicats per als graus d'aspiració i en general únicament es marquen dos graus: k} no aspirades i ⟨kʰ aspirades. Els símbol AFI per a l'aspiració lleugera era ʻ, però això ara és obsolet. La lletra modificadora de l'aspiració es pot duplicar per indicar especialment aspiració forta i llarga. Així doncs, els dos graus d'aspiració de les oclusives del coreà es transcriuen a vegades com kʰ kʰʰ o kʻ i kʰ, però es transcriuen habitualment com [k] i [kʰ], amb els detalls del temps d'atac de la sonoritat especificats numèricament.
Les consonants preaspirades es marquen col·locant la lletra modificadora de l'aspiració abans del símbol de constant: ʰp representa el símbol de l'oclusiva preaspirada bilabial.
Les consonants no aspirades o tènues ocasionalment es marquen amb la lletra modificadora de la no aspiració ◌˭, un superíndex signe igual: t˭. En general, però, les consonants no aspirades es deixen sense marcar: t.

## Fonètica
| Aspiració de les oclusives i afridades finals a l'armeni oriental | Aspiració de les oclusives i afridades finals a l'armeni oriental |
| ----------------------------------------------------------------- | ----------------------------------------------------------------- |
| Oclusives velars finals aspirades i sordes                        |                                                                   |
|                                                                   |                                                                   |
| տաք, տակ "calent, a sota" tak’ tak tɑkʰ tɑk                       |                                                                   |
|                                                                   |                                                                   |
| Africades alveolars finals aspirades i sordes                     |                                                                   |
|                                                                   |                                                                   |
| այծ, այց "cabra, visita" ayc ayc’ ɑjt͡s ɑjt͡sʰ                      |                                                                   |
|                                                                   |                                                                   |
| Clúster final oclusiva africada aspirada                          |                                                                   |
|                                                                   |                                                                   |
| գնացք "tren" gnac’k’ ɡəˈnɑt͡sʰkʰ                                   |                                                                   |
|                                                                   |                                                                   |
| Clúster final aspirada oclusiva-oclusiva                          |                                                                   |
|                                                                   |                                                                   |
| աղոթք "oració" aġot’k’ ɑˈʁɔtʰkʰ                                   |                                                                   |
|                                                                   |                                                                   |

Les consonants sordes es produeixen amb els plecs vocals oberts (extensos) i sense vibrar, i les consonants sonores es produeixen quan els plecs vocals estan fraccionalment tancats i vibrant (veu modal). L'aspiració sorda esdevé quan les cordes vocals es mantenen obertes després que s'allibera una consonant. Una manera senzilla de mesurar això és observant el temps d'atac de la sonoritat, ja que la sonorització de la vocal següent no pot començar fins que les cordes vocals es tanquen.
Les consonants aspirades no sempre són seguides per vocals o altres sons sonors. Per exemple, a l'armeni oriental, l'aspiració és contrastiva fins i tot al final de la paraula, i les consonants aspirades es troben a grups consonàntics.

### Grau
El grau de l'aspiració varia: és a dir, el temps d'atac de la sonoritat des les oclusives aspirades és més llarg o més curt dependent de la llengua o al punt d'articulació.
L'armeni i el cantonès tenen una aspiració que triga aproximadament igual que les oclusives aspirades de l'anglès, a més d'oclusives no aspirades. El coreà te oclusives aspirades lleugerament que cauen entre les oclusives aspirades i no aspirades de l'armeni i el cantonès, així com oclusives aspirades fortament l'aspiració de les quals triguen més que l'armeni o el cantonès. (Vegeu temps d'atac de la sonoritat.)

### Duplicació
| Geminació de les consonants aspirades a l'armeni oriental | Geminació de les consonants aspirades a l'armeni oriental |
| --------------------------------------------------------- | --------------------------------------------------------- |
| Aspirada doble k’k’                                       |                                                           |
|                                                           |                                                           |
| Մեքքա Mek’k’a "Meca": /ˈmekʰkʰa/                          |                                                           |
|                                                           |                                                           |
| Aspirada doble c’c’                                       |                                                           |
|                                                           |                                                           |
| կեցցե kec’c’e "llarga vida!": /ketsʰtˈsʰe/                |                                                           |
|                                                           |                                                           |

Quan es dupliquen les consonants aspirades o geminades, l'oclusiva es manté més temps i després té una alliberament aspirat. Una aspirada africada consisteix d'un alliberament oclusiu, fricatiu i aspirat. Una africada aspirada doble té una retenció més llarg a la porció oclusiva, i després té un alliberament consistent de la fricativa i l'aspiració.

### Preaspiració
L'islandès i el feroès tenen [ʰp ʰt ʰk] preaspirades; algunes estudiosos interpreten aquests sons també com grups consonàntics. A l'islandès, les oclusives preaspirades contrasten amb oclusives dobles i senzilles: 
- kapp [kʰɑʰp] o [kʰɑhp] "zel"
- gabb [kɑpp] "engany"
- gap [kɑːp] "obertura"

Les oclusives també es troben en algunes Llengües sami; per exemple, al Sami septentrional els fonemes oclusius sords /p/, /t/, /c/, /k/ es pronuncie preaspirats ([ʰp], [ʰt] [ʰc] [ʰk]) quan es troben en posició mitjana o final.

### Fricativa
Tot i que la major part dels obstruents aspirats a les llengües del món són oclusives o africades, una fricativa aspirada com ara [sʰ], [fʰ] o [ɕʰ] s'ha documentat al coreà, a algunes llengües tibetobirmanes, a l'otomang i a la llengua siouan ofo. Algunes llengües, com ara el txoni, tenen fins a tres aspirades contrastives fricatives [sʰ] [ɕʰ], [ʂʰ] i [xʰ].

### Oclusives sonores
Les oclusives aspirades sonores autèntiques, en contrast amb les oclusives sonores aspirades tals com [bʱ], [dʱ], [ɡʱ], són molt poc freqüents, però s'han descrit al kelabit.

## Fonologia
L'aspiració té diversos significats en diferents llengües. És o bé al·lofònica o relativa a fonemes, i pot ser analitzada com un grup consonàntic subjacent.

### Al·lofonia
| L'aspiració i la sonorització a l'anglès americà | L'aspiració i la sonorització a l'anglès americà |
| --- | ------------------------------------------------ |
| Oclusives labials |                                                  |
| |                                                  |
| pin amb p aspirada, spin amb p no aspirada, bin amb b parcialment sonora, nip p no aspirada, nib amb b parcialment sonora: [pʰɪˑn spɪˑn bɪˑn nɪp nɪˑb] |                                                  |
| |                                                  |
| Alternació d'aspiració a una paraula d'arrel única i composta                                                                                          |                                                  |
| |                                                  |
| distend amb t no aspirada, distaste (dis-taste) amb t aspirada: [dɨˈstɛnd dɨsˈtʰeɪst]                                                                  |                                                  |
| |                                                  |

A algunes llengües, com ara l'anglès, l'aspiració és al·lofònica. Les oclusives es distingeixen principalment per la sonoritat, i les oclusives sordes són algunes vegades aspirades, mentre que les oclusives sonores molt poques vegades són no aspirades.
Les consonants oclusives sordes de l'anglès són aspirades per a la major part del parlants natius quan estan a l'inici de la paraula o comencen una síl·laba tònica, com a pill, till, kill.
No són aspirades per a la major part dels parlants quan segueixen immediatament una s a l'inici de la paraula com a spill, still, skill. Després d'una s en qualsevol altra part d'una paraula normalment no són tampoc aspirades, excepte a vegades en paraules compostes. Les oclusives sordes de final de paraula a vegades són aspirades.

### Fonemes
A moltes llengües, com ara l'armeni, el coreà, el tailandès, les llengües indoàries, les llengües dravídiques, l'islandès, el grec clàssic i els dialectes del xinès les consonants tènues i aspirades són fonèmiques. Les consonants no aspirades com ara [p˭ s˭] i les consonants aspirades com ara [pʰ ʰp sʰ] són fonemes separats, i les paraules es distingeixen per tenir un o l'altre fonema.

#### Grups consonàntics
L'alamànic té no aspirades [p˭ t˭ k˭] així com aspirades [pʰ tʰ kʰ]; l'última sèrie es veu generalment com un grup consonàntic.

#### Tensió
Al danès i la major part de les varietats de l'alemany, les consonantes lenis que es transcriuen per raons històriques com b d ɡ es distingeixen de la seva contrapart fortis p t k, principalment per la seva manca d'aspiració.

### Absència
El francès, el tàmil, l'italià, l'espanyol, el grec modern, i el lituà són llengües que no tenen consonants aspirades.

## Exemples

### Català
Al català un so de consonant aspirat és la lletra h a l'inici de paraules importades d'altres llengües, com per exemple de l'anglès a hobby, hawaià, etc. Això afecta l'ús de l'apòstrof tant pels articles com per la preposició de. A algunes zones del valencià (Silla) la s implosiva pot elidir-se o substituir-se per h aspirada.

### Xinès
| Oclusives aspirades i fricatives del xinès mandarí | Oclusives aspirades i fricatives del xinès mandarí |
| -------------------------------------------------- | -------------------------------------------------- |
| t no aspirada                                      |                                                    |
|                                                    |                                                    |
| dàn tân                                            |                                                    |
|                                                    |                                                    |
| t aspirada                                         |                                                    |
|                                                    |                                                    |
| tàn tʰân                                           |                                                    |
|                                                    |                                                    |
| ts no aspirada                                     |                                                    |
|                                                    |                                                    |
| zǎo tsɑʊ̀                                           |                                                    |
|                                                    |                                                    |
| ts aspirada                                        |                                                    |
|                                                    |                                                    |
| cǎo tsʰɑʊ̀                                          |                                                    |
|                                                    |                                                    |

El mandarí estàndard té oclusives i africades que es distingeixen per l'aspiració: per exemple /t tʰ/, /t͡s t͡sʰ/. Al pinyin, les oclusives tènues s'escriuen amb lletres que representen les consonants sonores de l'anglès, i les oclusives aspirades amb lletres que representen consonants sordes. Així d representa /t/, i t representa /tʰ/.
Els dialectes wu del xinès té una distinció de tres vies a les oclusives i africades: /p pʰ b/. A més de consonants aspirades i no aspirades, hi ha una sèrie de «consonants fangoses», com ara /b/. Es pronuncien amb sonoritat laxa o sonoritat aspirada: és a dir, tenen sonoritat feble. Les consonants fangoses a l'inici causen que la síl·laba es pronunciï amb to baix o el to clar (陽 yáng).

### Llengües de l'Índia
| Oclusives retroflex a l'hindi                                     |
|                                                                   |
| टाल ठाल डाल ढाल ṭāl ṭhāl ḍāl ḍhāl «posposar, fuster ʈal ʈʰal ɖal ɖʱal |
|                                                                   |

Moltes llengües indoàries tenen oclusives aspirades. El sànscrit, l'hindi, el bengalí, el marathi i el gujarati tenen una distinció de quatre vies de les oclusives: sordes, aspirades, sonores i sonores aspirades, co ara /p pʰ b bʱ/. El punjabi ha perdut les consonants sonores aspirades, cosa que ha resultat en un sistema de tons, i així té una distinció entre sordes, aspirades i sonores: /p pʰ b/.
Algunes de les llengües dravídiques, com ara el telugu, el tàmil, el malai i el kannada, tenen una distinció entre sonora i sorda, aspirada i no aspirada, però això sols passa als préstecs indoaris al tàmil. A les paraules natives dravídiques no hi ha distinció entre aquestes categories i les oclusives estan infraespecificades per a la sonoritat i l'aspiració.

### Armeni
| Sonoritat i aspiració les oclusives i africades de l'armeni oriental          | Sonoritat i aspiració les oclusives i africades de l'armeni oriental |
| ----------------------------------------------------------------------------- | -------------------------------------------------------------------- |
| Oclusives dentals                                                             |                                                                      |
|                                                                               |                                                                      |
| դուր, տուր, թուր «cisell, dona!, espasa» dur, tur, t’ur [dʊr tʊr tʰʊr]        |                                                                      |
|                                                                               |                                                                      |
| Oclusives velars finals sonores, sordes i aspirades                           |                                                                      |
|                                                                               |                                                                      |
| թագ, թակ, թաք «corona, mall, sols» t’ag t’ak t’ak’: tʰɑg tʰɑk tʰɑkʰ           |                                                                      |
|                                                                               |                                                                      |
| Africades dentals                                                             |                                                                      |
|                                                                               |                                                                      |
| ձախ, ծախ, ցախ «mà esquerra, venda, mala herba» jax çax c’ax: dzɑχ tsɑχ tsʰɑχ] |                                                                      |
|                                                                               |                                                                      |

La major part dels dialectes de l'armeni tenen oclusives aspirades, i alguns tenen oclusives de sonoritat aspirada.
L'armeni clàssic i l'armeni oriental tenen una distinció de tres vies entre sordes, aspirades i sonores, tal com /t tʰ d/.
L'armeni occidental té una distinció de dos vies entre aspirades i sonores: /tʰ d/. La /tʰ/ aspirada de l'armeni occidental correspon a la /tʰ/ aspirada de l'armeni oriental i la sonora /d/, i la sonora /d/ de l'armeni occidental correspon a la sorda /t/ de l'armeni oriental.

### Grec
Algunes formes del grec abans del període del grec koiné són reconstruïdes com si tinguessin oclusives aspirades. El dialecte àtic clàssic del grec antic tenia una distinció de tres vies a les oclusives tal com l'armeni oriental: /t tʰ d/. Aquestes oclusives eren anomenades ψιλά, δασέα, μέσα «prima, grassa, i mitjana» pels gramàtics del grec kioné.
Hi havia oclusives aspirades a tres llocs de l'articulació: labial, coronal i velar /pʰ tʰ kʰ/. El grec anterior, representat pel grec micènic, molt probablement tenia una oclusiva aspirada velar labialitzada /kʷʰ/, que després va esdevenir labial, coronal o velar dependent de l'entorn dialectal i fonètic.
Els altres dialectes grecs antics, el grec jònic, el grec dòric, el grec eòlic i el grec arcadoxipriota, probablement tenien la mateixa distinció en algun moment, però el dòric sembla haver tingut una fricativa en comptes de /tʰ/ al període clàssic, i al jònic i l'eòlic a vegades van perdre l'aspiració (psilosis).
Més tard, durant el període del grec koiné, les oclusives aspirades i sordes /tʰ d/ del grec àtic la lenició a les fricatives sordes i sonores, produint /θ ð/ al grec medieval i al grec modern.

## Altres usos

### Debocalització
el terme «aspiració» a vegades es refereix al canvi de so de la debocalització, en el qual una consonant pateix una lenició (s'afebleix) per convertir-se a una oclusiva glotal sorda o una fricativa glotal sorda [ʔ h ɦ].

### Alliberament de sonoritat aspirada
Les anomenades consonants sonores aspirades es pronuncien en realitat amb sonoritat aspirada, un tipus de fonació o vibració dels plecs vocals. La lletra modificadora ◌ʰ després de una consonant sonora en realitat representa una oclusiva dental sonora aspirada o murmurada, així com l'oclusiva bilabial «sonora aspirada» a les llengües indoàries. Aquesta consonant es transcriu en conseqüència més precisament com b̤, amb el diacrític per a la sonoritat aspirada, o amb la lletra modificadora bʱ, una forma de superíndex del símbols per a la fricativa glotal sorda ɦ.
Alguns lingüistes restringeixen al superíndex de doble punt ◌̤ a les sonorants murmurades, que es murmuren durant tota la seva duració, i suen el superíndex ◌ʱ⟩ per a l'alliberament de la sonoritat aspirada de les obstruents.